# Písková Lhota u Poděbrad

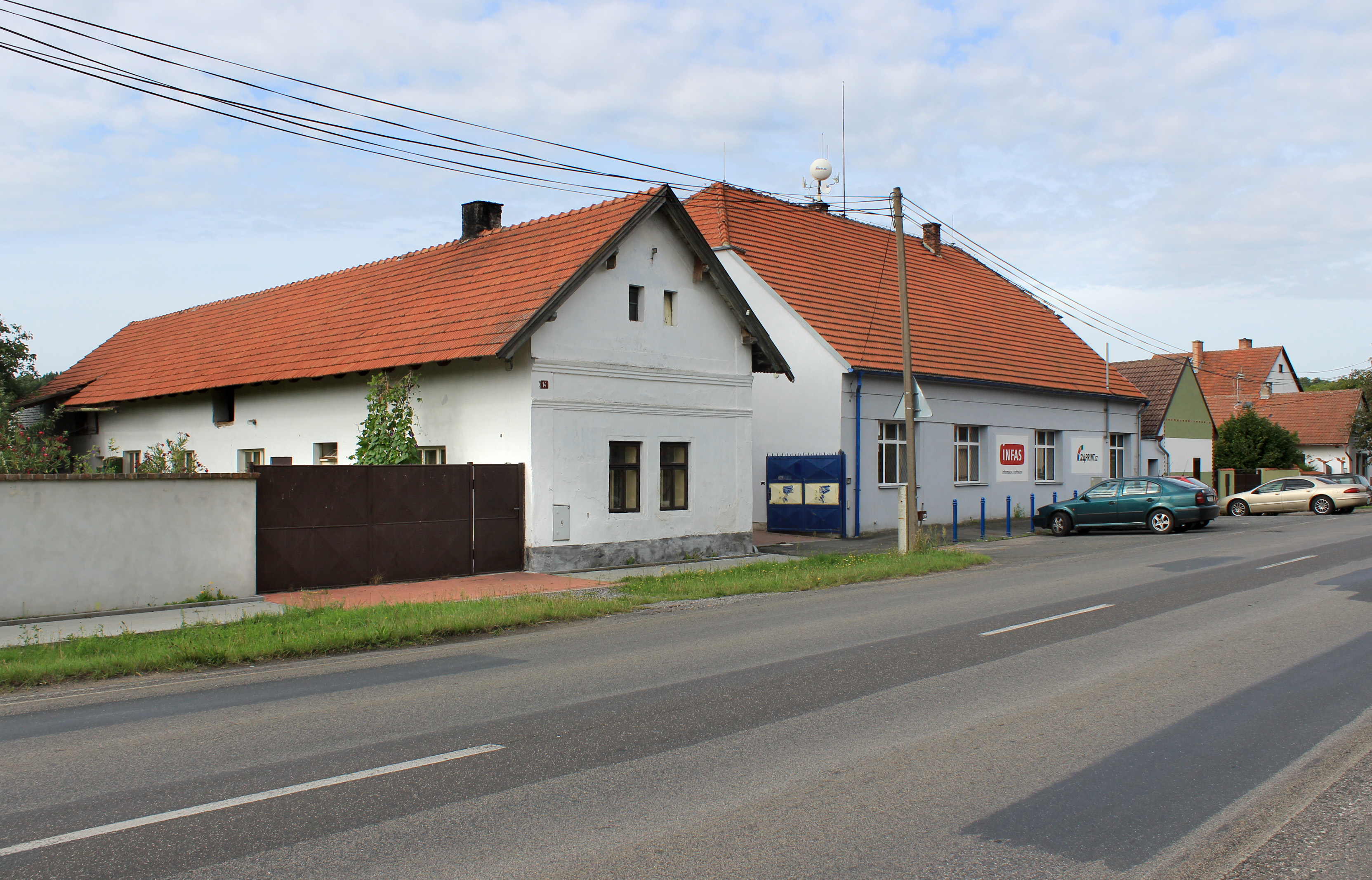
Písková Lhota

Písková Lhota (deutsch Piskowa Lhota, 1939–45 Sand Lhota) ist eine Gemeinde in Tschechien. Sie liegt vier Kilometer westlich von Poděbrady und gehört zum Okres Nymburk.

## Geographie
Písková Lhota befindet sich zwischen der Výrovka und der Elbe am Bach Káča auf der Böhmischen Tafel. Südlich verläuft die Autobahn D11/Europastraße 67, hier liegt die Abfahrt 35 Poděbrady-západ. Im Osten liegt die Staatsstraße 38 zwischen Nymburk und Kolín und südöstlich der Versuchsring Velim.
Nachbarorte sind Kovanice im Norden, Chvalovice und Velké Zboží im Nordosten, Přední Lhota und Kluk im Osten, Oseček und Sokoleč im Südosten, Vrbová Lhota im Süden, Velké Chvalovice im Südwesten, Kostelní Lhota im Westen sowie Hořátev im Nordwesten.

## Geschichte
Die Gründung des Dorfes erfolgte im Jahre 1351, als Boček I. von Podiebrad die Herrschaft Poděbrady erhielt. Die Siedler erhielten Land zugeteilt, das innerhalb einer festgesetzten Frist zu besiedeln war.
Nach der Aufhebung der Patrimonialherrschaften bildete Písková Lhota ab 1850 eine Gemeinde im Bezirk Poděbrady. Am 9. Mai 1923 besuchte Präsident Tomáš Garrigue Masaryk das Denkmal für die Opfer des Ersten Weltkrieges in Písková Lhota. Seit 1961 gehört die Gemeinde zum Okres Nymburk.

## Gemeindegliederung
Für die Gemeinde Písková Lhota sind keine Ortsteile ausgewiesen.

## Sehenswürdigkeiten
- Kapelle im Schulgarten, erbaut 1839
- Denkmal für die Opfer des Ersten Weltkrieges, am Dorfplatz